# سيلينة غامقة
السيلينة الغامقة (باللاتينية: Silene fuscata) نوع نباتي يتبع جنس السيلينة من الفصيلة القرنفلية.

## الموئل والانتشار
موطنها المشرق العربي والمغرب العربي وتركيا وإيطاليا وفرنسا والبرتغال.

## مرادفات للاسم العلمي
- (باللاتينية: Silene sassiana Bertol.)